# Taparita
El taparita és una llengua extingida ameríndia del grup de les llengües otomacoanes que s'havia parlat als Llanos de Veneçuela.